# سیمون رافینی
سیمون رافینی (انگلیسی: Simone Raffini؛ زادهٔ ۲۸ دسامبر ۱۹۹۶) بازیکن فوتبال است.
از باشگاه‌هایی که در آن بازی کرده‌است می‌توان به باشگاه فوتبال چزنا اشاره کرد.